# Colina (chi ốc biển)
Colina là một chi ốc biển, là động vật thân mềm chân bụng sống ở biển trong họ Cerithiidae.

## Các loài
Các loài trong chi Colina bao gồm:
- Colina ciclostoma Bozzetti, 2008[3]
- Colina macrostoma (Hinds, 1844)[4]
- Colina pinguis (A. Adams, 1855)[5]
- Colina selecta Melvill & Standen, 1898[6]